# فارمر ماك
شركة الرهن العقاري الفيدرالية ، والمعروفة أيضًا باسم فارمر ماك ، هي شركة مملوكة للأسهم وتداولها بشكل عام وقد استأجرتها الحكومة الفيدرالية للولايات المتحدة في عام 1988 لتكون بمثابة سوق ثانوي في القروض الزراعية مثل قروض الرهن العقاري ، الإسكان الزراعي والريفي. تقوم الشركة بشراء القروض من المقرضين الزراعيين وتبيع الأدوات المدعومة من هذه القروض. تعمل الشركة أيضًا مع وزارة الزراعة الأمريكية . ومقرها واشنطن العاصمة

## روابط خارجية
- الصفحة الرئيسية لمزارع ماك